# Monte Clough
Il Monte Clough (in lingua inglese: Mount Clough) è una montagna antartica, libera dal ghiaccio e alta 2.230 m, situata 4 km a est del Monte Dort, sul fianco meridionale del Ghiacciaio Cappellari, nei Monti della Regina Maud, in Antartide. 
Il monte fu scoperto e mappato per la prima volta dalla prima spedizione antartica guidata dall'esploratore polare statunitense Byrd (1928-30). 
La denominazione è stata assegnata dall'Advisory Committee on Antarctic Names (US-ACAN) in onore di John W. Clough, un geofisico che partecipò alla South Pole—Queen Maud Land Traverse II, nell'estate del 1965–66.